# Steeplechase

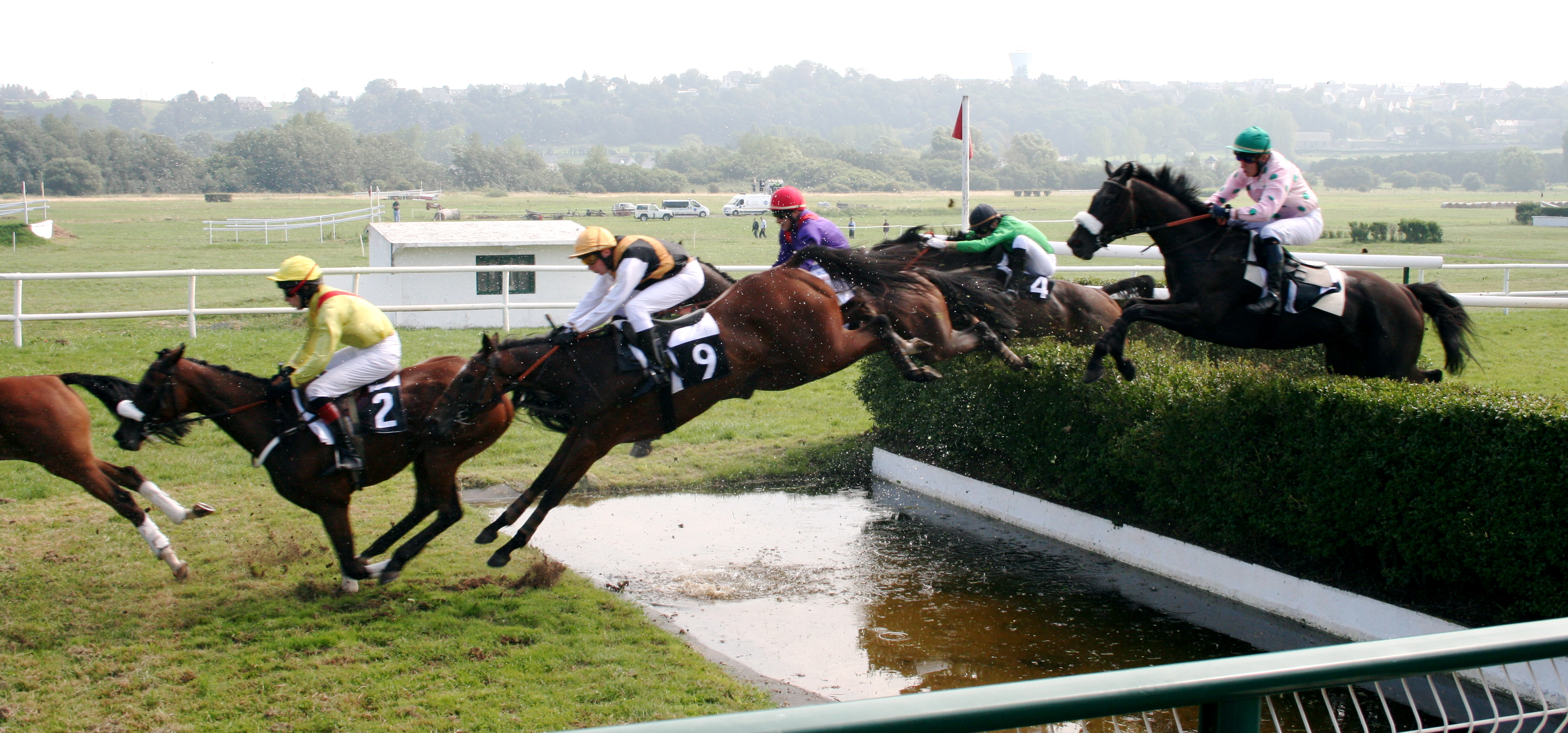
Uma corrida steeplechase

Steeplechase é uma corrida de obstáculos para cavalos. O esporte e praticado principalmente no Reino Unido, Canadá, Estados Unidos, Austrália, França e Irlanda.

## Origem
O seu nome vem primeiras corridas em que a orientação do percurso era feita em função de uma torre de uma igreja (steeple). Os competidores saltam cercas e valas em geral, atravessando também muitos obstáculos. No Reino Unido e Irlanda, o termo oficial usado o esporte nacional é Field hunter.
É um termo usado para se referir a uma corrida de cavalos de distância com barreiras e obstáculos diversos, o mais famoso deles é o Grand National executado anualmente em Aintree Racecourse, em Liverpool, desde 1837.

## Corrida a pé
Também é usado para descrever uma corrida a pé, realizada em distâncias diferentes,  em que os atletas saltam barreiras e atravessam superfícies de água, tanto no campo, em corridas cross-country, quanto em pista. Os 3000 m steeplechase (com obstáculo) são uma das modalidades olímpicas do atletismo.